# Газит, Шломо
Шломо Газит (ивр. שלמה גזית‎, имя при рождении Шломо Вайнштейн; 22 октября 1926, Стамбул, Турция — 8 октября 2020) — израильский военный и общественный деятель. Один из основателей Колледжа национальной безопасности, глава Управления военной разведки Израиля в 1974—1979 годах, президент Университета имени Бен-Гуриона (Беэр-Шева) в 1981—1985 годах, генеральный директор Еврейского агентства в 1985—1987 годах.

## Биография

### Детство и юность
Шломо Вайнштейн родился в 1926 году в Стамбуле в семье беженцев с Украины. В 1933 году вместе с семьёй иммигрировал в подмандатную Палестину. Старший брат Шломо, Мордехай, впоследствии стал послом Израиля во Франции и генеральным директором офиса премьер-министра и министерства иностранных дел.
Окончил среднюю школу в Тель-Авиве. В 1942 году присоединился к еврейской военизированной организации «Хагана», а два года спустя — к «Пальмаху». В 1945 году прошёл курс командиров отделений, после чего был направлен командовать отделением во взводе «Пальмаха», базирующемся в кибуце Бейт-ха-Арава. Позже возглавил взвод в Рамат-ха-Ковеш и Гиват-ха-Шлоша, затем получил назначение на пост командира резерва в Иерусалиме и офицера по безопасности 2-го батальона «Пальмаха». На командной должности участвовал в операции «Сезон»; в рамках борьбы еврейского подполья против мандатных властей принимал участие в «Ночи поездов» и «Ночи мостов», а также в закладке 11 еврейских поселений в Негеве и охране ведущего в Негев водопровода в операциях которого принимал участие накануне.

### Служба в Армии обороны Израиля
В начале Войны за независимость Израиля участвовал вместе с Узи Наркисом в создании батальона Мёртвого моря. Окончил курс командиров взводов, затем был инструктором на курсе командиров отделений. С возобновлением боевых действий был назначен заместителем командира вспомогательной роты 6-го батальона (в дальнейшем в составе бригады «Харель»), а затем и командиром роты. Принимал участие в боях за Латрун, в операциях «Дани» и «Йоав».
После полученного в бою ранения продолжил службу в штабе, вначале как начальник канцелярии заместителя начальника Генерального штаба АОИ, а затем как начальник канцелярии начальника Генерального штаба, который в это время возглавлял Моше Даян. В 1955 году был направлен на курсы штабных офицеров во Францию. По возвращении в Израиль в начале 1956 года преподавал в Межвойсковом колледже полевого и штабного командного состава. В том же году, во время Суэцкого кризиса, был израильским военным атташе во Франции.
С 1958 года возобновил преподавание в межвойсковом командном колледже. В 1962 году был заместителем командира бригады «Голани», а затем входил в группу офицеров, на которую было возложено создание нового Колледжа национальной безопасности. Некоторое время после начала работы колледжа был его преподавателем. В 1964 году возглавил исследовательский отдел Управления военной разведки (АМАН).
В 1967 году, после Шестидневной войны, стал первым военным координатором действий правительства на занятых в ходе войны территориях. Позже, в воспоминаниях, Газит писал, что своей основной задачей на этом посту видел «удовлетворение нужд местного населения, людей, которые были оторваны от прежних органов управления». В 1973 году, через неделю после начала войны Судного дня, Газит сменил Аарона Ярива на посту руководителя пресс-службы Армии обороны Израиля.

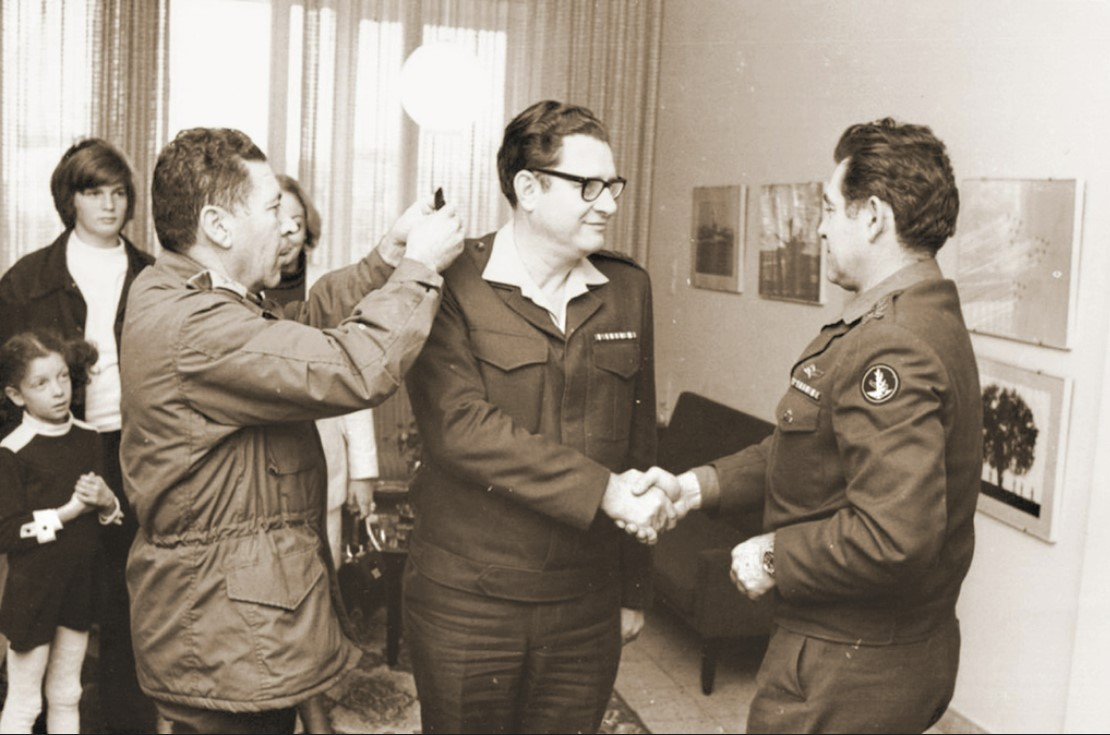
Давид Элазар и Исраэль Таль вручают Шломо Газиту погоны генерал-майора

По окончании войны следственная комиссия возложил на главу АМАНа Эли Зеиру ответственность за недостаточные усилия по информированию руководства страны об угрозе вторжения. На его место был назначен Газит, оказавшийся одним из немногих высокопоставленных офицеров, имевших опыт работы в АМАНе, но непричастных к провалу в предвоенный период. Впоследствии он подчёркивал, что в допущенных ошибках была вина не лично Зеиры, а всей разведывательной структуры, поэтому на посту главы АМАНа он предпринял масштабную перестройку этой организации. Одной из ключевых реформ стало учреждение в АМАНе отдела контроля, задачей которого стало критическое рассмотрение и оспаривание выводов исследовательского отдела и сложившихся процессов принятия решений. При Газите была также создано управление командующего военной разведкой. Кроме того, Газит, придававший большое значение знанию арабского как языка противника, предпринял усилия по продвижению его изучения в системе образования. По его инициативе, среди прочего, был создан курс преподавательниц арабского языка и расширена деятельность предпризывных лагерей с изучением языка и традиций арабского мира.

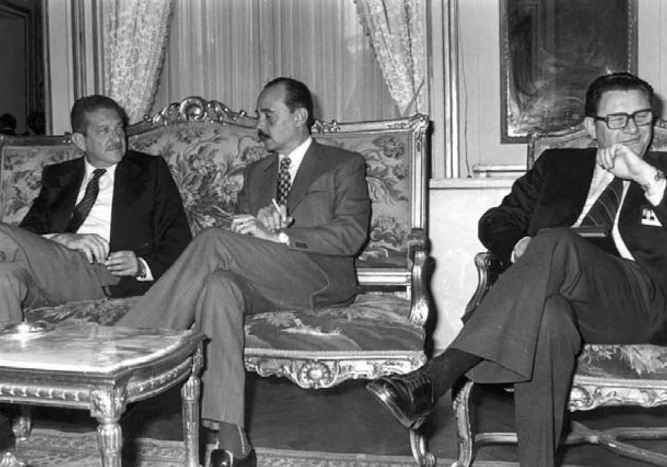
Шломо Газит на мирных переговорах в Каире, февраль 1978 года

В качестве главы АМАНа Газит отвечал за сбор разведданных в рамках операции «Шаровая молния» (позже известной как операция «Энтеббе») и операции «Литани». После начала мирных переговоров с Египтом в 1977 году он принял в них деятельное участие. Освободив в 1979 году пост руководителя АМАНа, Газит ушёл в отставку в звании генерал-майора в 1981 году.

### Дальнейшая жизнь
С 1979 по 1980 год Газит был членом Центра международных отношений при Гарвардском университете. После выхода в отставку, в 1981 году, он был избран президентом Университета имени Бен-Гуриона в Беэр-Шеве и оставался на этом посту до 1985 года. Одновременно, в 1983 году, получил степень магистра истории в Тель-Авивском университете.
По завершении работы в Университете имени Бен-Гуриона занимал с 1985 по 1987 год пост генерального директора Еврейского агентства. Продолжал выступать в роли ведущего консультанта по вопросам обороны и безопасности. В середине 1980-х годов премьер-министр Шимон Перес назначил Газита руководителем группы, которой были поручены тайные переговоры с руководством Организации освобождения Палестины в Тунисе. Эти переговоры, шедшие в условиях, когда израильский закон запрещал любые контакты с ООП, продолжались около полутора лет, до момента, когда Переса сменил на посту премьер-министра Ицхак Шамир.
В 1995 году был назначен советником министра иностранных дел (эту должность занимал Шимон Перес). Когда после убийства Ицхака Рабина Перес стал премьер-министром, Газит был назначен постоянным представителем главы правительства Израиля при руководителе Палестинской национальной администрации Ясире Арафате.

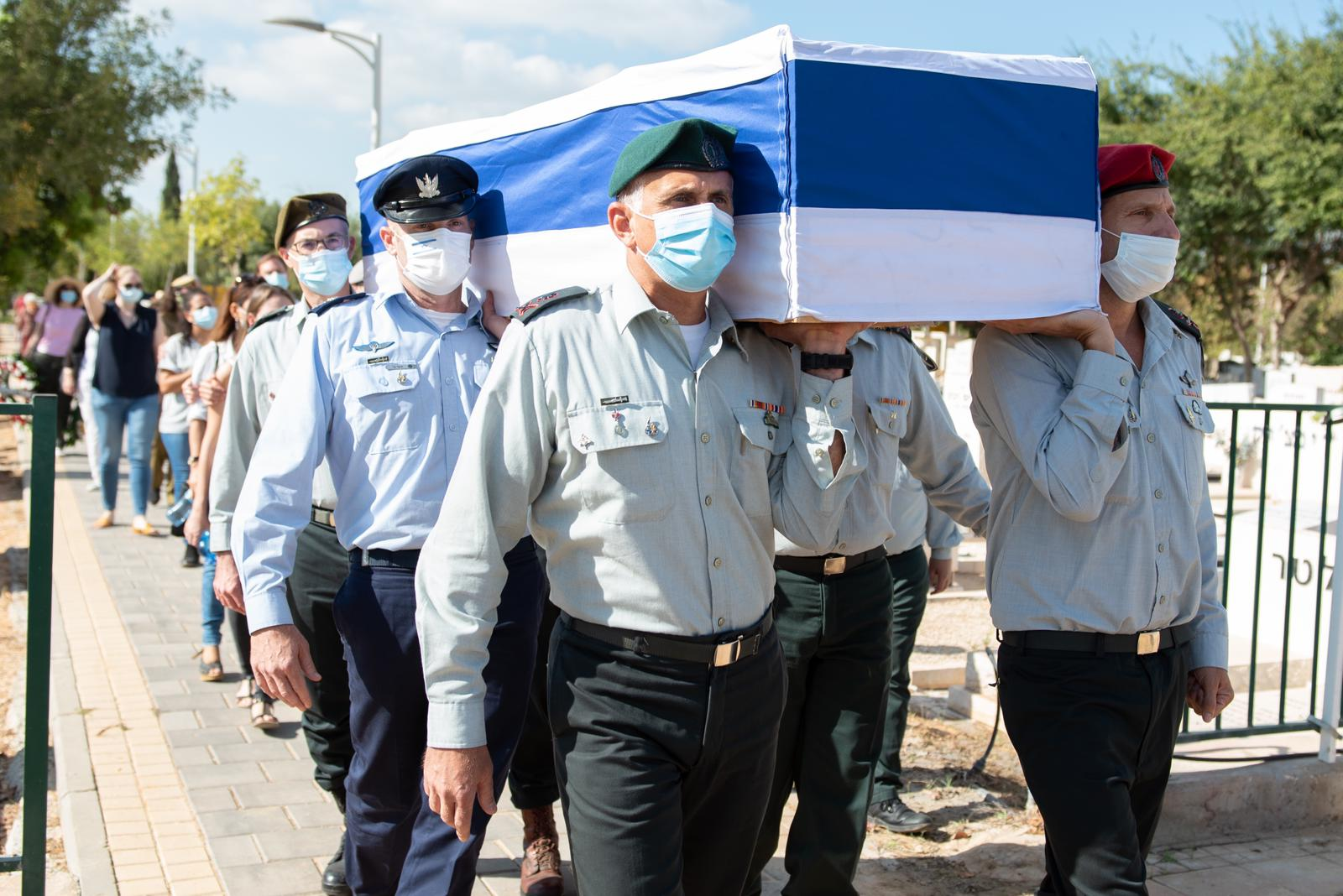
Похороны Шломо Газита

Последние годы жизни провёл в Кфар-Саве. Был ведущим исследователем Центра стратегических исследований имени Яффе. Часто публиковал аналитические статьи в газете «Гаарец», в своих публикациях часто резко отзывался как о представителях правых кругов Израиля, так и об арабах. Жена Шломо Газита Авигаль умерла в 2017 году, а сам он скончался в возрасте 94 лет в октябре 2020 года, оставив после себя троих детей. Похоронен на кладбище «Цомет Мораша» в Рамат-ха-Шароне.